# ČSD-Baureihe M 134.001
Die ČSD-Baureihe M 134.001  war ein zweiachsiger Dieseltriebwagen der einstigen Tschechoslowakischen Staatsbahnen ČSD, der ausschließlich für den Güterverkehr entwickelt und verwendet wurde.

## Geschichte
Dieser ehemalige Gütertriebwagen entstand 1933 bei Škoda in Pilsen. Es wurde nur ein Exemplar gebaut. Während der Wagenkasten etwas an den der ČSD-Baureihe M 222.0 erinnert, sind die Motorparameter mit dem der ČSD-Baureihe M 232.0 identisch.

## Technische Merkmale
Angetrieben wurde das Fahrzeug von einem 8-Zylinder-Dieselmotor von Škoda, der zusammen mit dem daran angeflanschten Generator nach dem System Bosch unterflur angeordnet war. Die Kurbelwelle des Motors war in fünf Gleitlagern gelagert, das Motorgehäuse war einteilig. Er war wassergekühlt. Die Kühlelemente waren auf dem Wagendach angeordnet.
Der Hauptrahmen bestand aus Fachwerkträgern. Diese waren elektrisch verschweißt und mit diagonalen Querträgern versteift. An den Stirnseiten des Rahmens wurden Puffer leichter Bauart angebracht. Der Rahmen stützte sich über Federn auf den rollengelagerten Achsen ab. Die vordere Achse war die Lauf-, die hintere die Antriebsachse.
Mit dem Rahmen verschraubt war der hölzerne Wagenkasten. Der mittlere Bereich enthielt das Güterabteil. Der Einstieg in dieses Abteil erfolgte über mittig angeordnete Schiebetüren auf beiden Seiten. Der vordere und der hintere Teil des Wagenkastens war äußerlich beblecht und als Führerstand eingerichtet. Die Führerstände waren zum mittleren Raum durch eine kleine Schiebetür abgetrennt. Der direkte Zugang zum jeweiligen Führerraum erfolgte über eine Tür auf der jeweils rechten Seite, außerdem war in Frontmitte eine Tür mit Übergangsbrücke für den Beiwagenbetrieb vorhanden. Im vorderen Führerstand befanden sich ein Tisch, ein Sitzplatz und ein Kästchen mit Wandablage für den Zugführer, im hinteren gab es einen Abort. Die Beheizung erfolgte durch den Kühlwasserkreislauf des Verbrennungsmotors.

## Einsatz
Der Triebwagen wurde 1933 nach Plzeň übergeben und versah dort fahrplanmäßigen Güterverkehr auf der Strecke nach Domažlice und Klatovy. Er blieb nur sechs Jahre im Betrieb. 1939 wurde das Fahrzeug ausgemustert und verschrottet.